# Junior Felício Marques
Júnior Felício Marques, művésznevén Ji-Parána (Ji-Parána, 1987. június 11. –) brazil labdarúgó.

## Sikerei, díjai
- SC Corinthians Paulista:
  - Brazil labdarúgó-bajnokság (első osztály): 2005
- Brazília U20:
  - U20-as labdarúgó-világbajnokság negyeddöntős: 2007